# Fernando Canon
Fernando Canon Faustino y Alumno (6 d'agost de 1860 - 18 de juliol de 1938), va ser un general revolucionari filipí, poeta, inventor, enginyer, músic i el primer campió nacional d'escacs de les Filipines el 1908.

## Vida i carrera

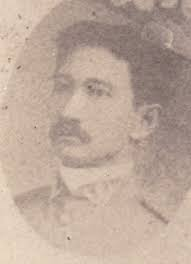

Fernando Canon fou fill de Fernando Canon i de Blasa Alumno. El pare era un ric propietari de terres a Biñan. Quan encara era un infant, tota la família es va traslladar des de Biñan al carrer Cabildo d'Intramuros. Arran d'això va estudiar a l'Ateneu Municipal de Manila i posteriorment es va traslladar a Espanya, on va cursar els seus estudis de medicina a la Universidad Central de Madrid, la que actualment és la Universitat Complutense de Madrid. Mentre residia a Espanya, va conèixer Teresa Batlle, que més tard es convertiria en la seva esposa.
Sent un amic d'infància de José Rizal, els dos van mantenir una correspondència; les seves cartes estan en possessió de la néta de Canon, Maria Teresa Canon García, la custodia de les seves memòries. Com Rizal, Canon era un políglota que parlava sis idiomes: francès, espanyol, filipí, alemany, anglès i italià. Canon i la seva dona van portar les primeres còpies del Noli Me Tangere a les Filipines.
Canon va exercir com a membre del gabinet del Govern Revolucionari de les Filipines com a Secretari de Benestar Social i Director General d'Obres Públiques. A la Guerra Filipino-Americana, Canon va servir com a general a Nova Vizcaya. Es va exiliar a Espanya on va fer classes d'enginyeria elèctrica i mecànica i tenia una clínica. Es va negar a jurar lleialtat als Estats Units i va rebutjar la seva pensió com a veterà de la guerra filipina-americana. En tornar a les Filipines a finals de 1907 i va ensenyar al Liceo de Manila, actualment Universitat Central de Manila.
Canon va morir el 18 de juliol de 1938.

## Obres literàries
El primer poema publicat de Canon va ser sota el pseudònim kuitib, va ser el sonet a las dalagas malolenses que va aparèixer l'any 1889 al diari La Solidaridad. Aquesta oda a les joves de Malolos, que havien demanat classes d'espanyol al vespre, va permetre a Canon fer un poema sobre el progrés i els canvis ocults: L'or, tot i que està cobert d'escòries, emergeix molt més brillant a través del foc.
El poema Flor ideal ("Flor ideal") es va publicar al segon número de Cultura Filipina el maig de 1910 i més tard també va aparèixer a les últimes pàgines del llibre que conté el poema llarg de Canon A la Laguna de Bay.
A l'antologia Parnaso Filipino, publicada cap al 1923, Eduardo Martín de la Cámara va incloure dos poemes seus: "Flor ideal" i "Rizal artista". Dos dels poemes de Canon dedicats a Rizal formaven part del llibre Poesías dedicadas a José Rizal de la Comissió Nacional del Centenari de Filipines de 1961.
Els assaigs de Canon: Cundiman, Kuriapi, Kawit, Fire-resistant roofs for light materials, Ohm's Law i Practical Memories van aparèixer a Cultura Filipina, una revista mensual d'arts i ciències de les Filipines, entre 1910 i 1914.
A Memòries pràctiques Canon recorda un bonic hort que va descobrir durant els seus viatges diaris de Sarrià (Espanya) a Barcelona. Aquest és un fragment que mostra l'estil de Canon:
Els molins de vent tremolaven sense soroll davant el més mínim cop de brisa i les gotes o raigs d'aigua que s'aplegaven a l'estany per ser distribuïdes, com a rosada, com a aigua de neteja o subterrània amb temperatura i fertilitzants que permeten el creixement precoç exuberant de petits raves vermells, artísticament agrupats aquí., i allà cogombres minúsculs, ara enciam ivori compacte, i en la seva temporada, els cobejats suculents espàrrecs i fins i tot els créixens crestats....
La memòria d'aquest hort és una comparació que Canon utilitza per parlar de la situació del conreu i l'ús de la terra a les Filipines.
L'any 1921 Fernando Canon va publicar el seu poema narratiu A la Laguna de Bay; el poema objectiva per mostrar com el coneixement esotèric i l'espiritualitat filipí poden entrellaçar-se amb la tecnologia, el pensament filosòfic i la modernitat.

## Altres assoliments
Les invencions de Canon van incloure millores als dispositius electroterapèutics, un sabó per a leprosos i un bastó que funcionava com a pistola paralizant.
A l'Exposició Universal de Barcelona de 1888 va presentar un dels seus invents, un rellotge de sol, que va merèixer la Medalla de Bronze del Grup 20è, Secció 2a, Classe 170. Va estudiar guitarra clàssica amb Francesc Tárrega a Espanya. Es va convertir en el primer secretari del Conservatori de Música de la Universitat de les Filipines quan es va fundar el 1916. Va escriure un article sobre el kuriapi, un instrument de corda tradicional filipí que també tocava.
Canon també era jugador d'escacs. L'any 1905 va guanyar el primer Campionat de Catalunya d'escacs celebrat al Club Esportiu de Barcelona, i al seu retorn a les Filipines va guanyar el primer campionat nacional d'escacs el 1908. Després de guanyar el campionat, no hi ha més registres de Canon competint mai en un altre torneig d'escacs.